# Yun Jong-Su
Yun Jong-Su, severnokorejski nogometni trener, * 3. januar 1962, Pjongjang, Severna Koreja.
Jong-Su je od leta 2011 selektor severnokorejske nogometne reprezentance, ki jo je bil vodil že med letoma 2004 in 2005.